# هگزامتیلن تری‌پروکسید دی‌آمین
هگزامتیلن تری‌پروکسید دی‌آمین (به انگلیسی: Hexamethylene triperoxide diamine) با فرمول شیمیایی C۶H۱۲N۲O۶ یک ترکیب شیمیایی با شناسه پاب‌کم ۶۱۱۰۱ است. که جرم مولی آن ۲۰۸٫۱۷ g/mol می‌باشد. شکل ظاهری این ترکیب، جامد بلوری سفید است.